# Włośnica sina
Włośnica sina (Setaria pumila) – gatunek jednorocznej trawy z rodziny wiechlinowatych. Występuje jako gatunek rodzimy w południowej i wschodniej Europie, w Azji (na południowym wschodzie po Nową Gwineę) i całej Afryce. Introdukowany do północnej Europy i na oba kontynenty amerykańskie. W Polsce rośnie jako zadomowiony antropofit pospolicie, z wyjątkiem północy i wyższych położeń górskich. Występuje na trawnikach, chodnikach, poboczach dróg oraz jako chwast na polach uprawnych i w ogrodach.

## Morfologia

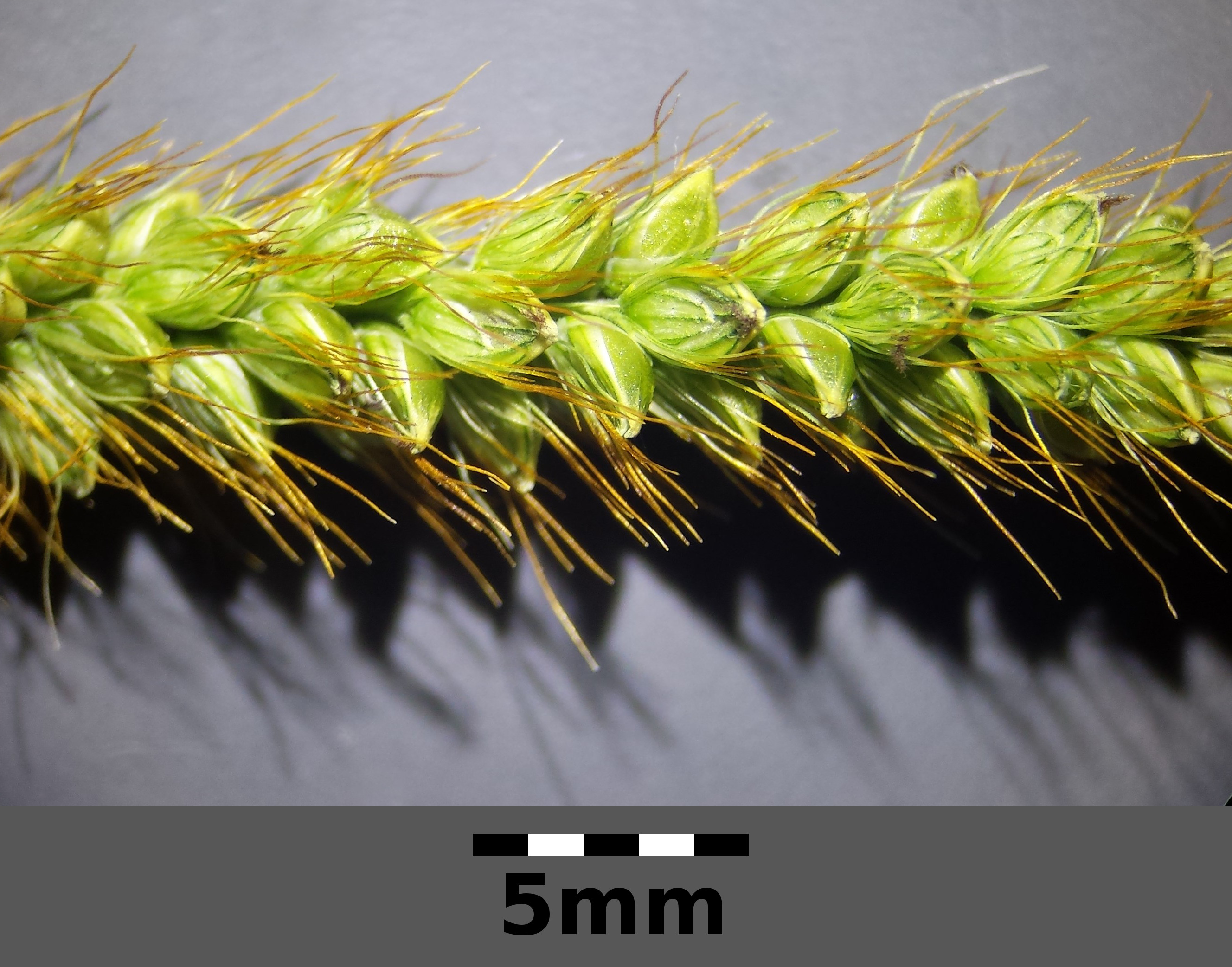
Fragment kwiatostanu

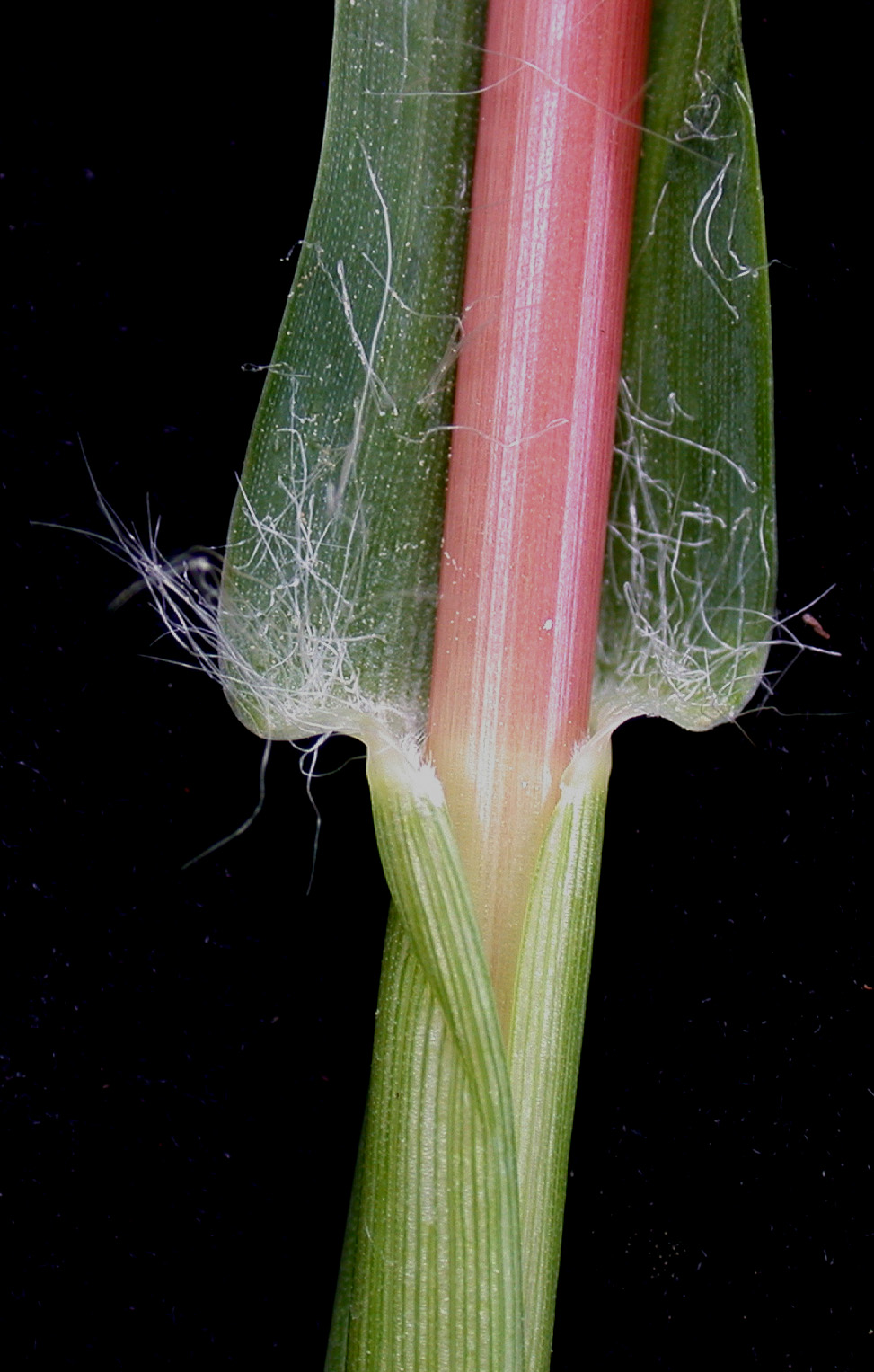
Nasada blaszki liściowej

PokrójRoślina wysokości od 20 centymetrów do ponad metra.
ŁodygaW większości bezwłose, barwy od zielonej do fioletowej.
LiścieBlaszki liści bezwłose na górnej powierzchni, skręcone, do 30 cm długości.
KwiatostanSztywna, cylindryczna wiecha z wiązek kłosków o długości 2-15 cm, żółtawa.